# 桃山虔一
桃山 虔一（ももやま けんいち、1909年（隆熙3年）10月28日 - 1990年（平成2年）12月21日）は、植民地時代の朝鮮公族、帝国陸軍軍人。陸士42期・陸大51期。最終階級は陸軍中佐。勲等は大勲位勲一等。
朝鮮時代の王室・大韓帝国の皇室（李王家）傍系の出身で、李鍵（り けん、朝鮮語: 이 건、イ・コン）公として知られる。李氏朝鮮第26代国王・大韓帝国初代皇帝高宗の孫。異母弟に広島の原爆で薨去した李鍝公、全州李氏の現当主李源の父李鉀、李源と当主の座を争う李錫、異母妹に李海瑗、おじ・おばに純宗、李垠、徳恵翁主がいる。

## 生涯

### 出生・韓国併合
太皇帝高宗の五男で皇帝純宗の異母弟であった義王李堈の長男として、韓国併合前年の大韓帝国に生まれた。母は侍女の鄭氏であり、幼名は勇吉（ヨンギル）。実母と会った記憶はなく、父から写真を見せられたことがあったのみであるという。日本人の女性との間に生まれた子という噂すらあり、「私は朝鮮人であるか、日本人であるか、それさえ判らないのである」と述べている。
勇吉は幼い頃から朝鮮人と接しないように育てられ、おもちゃや着物も日本のものを与えられた。父李堈の扱いも冷たく「早く日本に行ってしまえ」「朝鮮に永くいるな」と暴言を吐かれていたという。1917年（大正6年）に京城の日の出小学校に入り、2年後に渡日して学習院中等科に入った。実家からの送金は途絶えがちであり、電車賃を節約するため歩いて帰ることもしばしばであった。
一方、巻末に「1989（平成元）年4月23日 脱稿」と記された遺稿集「わが青春の車たち－二つの大戦の間の自動車－」79頁には大正13年に父、李堈公に自動車の運転を習いたい旨を伝えて京城時代に「顔見知りの中年の男性」をつけてもらったという記述がある。
1923年（大正12年）4月、陸軍幼年学校に入学。

### 「李勇吉君」[11]から「李鍵公殿下」へ
韓国併合時に渙発された明治天皇の詔書によって伯父の興王李熹と共に公となった父李堈は乱行で知られ、財産を浪費したため、公家の財政は苦しかった。このため周囲からは李堈の隠居が早いうちから検討されていた。1924年（大正14年）3月17日に鍵と改名する。1925年（大正15年）12月1日、王公家軌範の制定に伴い公族となる。
1930年（昭和5年）6月には父の隠居に伴い公位を継承した。またこの年には陸軍士官学校を卒業し（42期）、陸軍騎兵少尉に任官する。1938年（昭和13年）に陸軍大学校（51期）を卒業する。

### 結婚
李鍵は昭和初年頃に、ある日本人女性を妻に迎えようとしていたが、周囲の承諾を得ることはできなかった。このため酒に溺れるようになった李鍵を心配した李王職の堀場立太郎は縁談を進めた。候補となったのは海軍大佐松平胖（松平頼聡伯爵の十男）の長女誠子（佳子）であった。
胖の妻俊子の姉は梨本宮妃伊都子であり、李王垠の義母であった。しかし胖自身は分家であり華族ではなかった。胖は本家の兄頼寿伯爵の養女としようとしたが、頼寿は「佳子が幸福になれるとはどうしても思えない」と縁談に大反対であり承諾しなかった。このため梨本宮家が伊都子妃の母の実家である廣橋家と交渉し、廣橋眞光伯爵の養妹とする手続きを進めた。
1931年（昭和6年）10月、騎兵少尉時代に李鍵と誠子との結婚が成立した。李鍵自身は「女性なら誰でもいい」と自暴自棄になっており、一度も会うことなく入籍したと回想しているが、誠子の証言では婚約発表前に一度お茶会で対面したことがあったという。しかし結婚生活は幸せで、1934年（昭和9年）には、赤坂の邸宅で朝鮮風のシートカバーが施された自家用車のピアス・アローや、アルヴィス・カーと共に夫婦で写真に納まっている。
陸軍大学校兵学教官（陸軍中佐）に進み、第二次世界大戦末期に陸軍大学校は山梨県敷島村に疎開、それに伴い1945年8月の終戦は、かの地で迎えた。

### ポツダム宣言受託時の「お召し」から身分の変遷まで
李鍵は1945年（昭和20年）8月12日には、成人した皇族男子が昭和天皇から「お召し」となった時に陸大の疎開先の山梨県から陸大校長の賀陽宮恒憲王と一緒に上京し、李王垠とともに出席して、故国朝鮮の解放をも意味するポツダム宣言受諾を昭和天皇から伝えられている。戦争が終わっても、なかなか帰京しなかった。李鍵は朝鮮の独立を「実に嬉しい」と述べていたが、王公族としての立場から朝鮮の独立を日本からの「離反」とも考えており「陛下にお目にかかることが最大の苦痛」であったと述べている。李鍵は木戸幸一内大臣に、「日本人になりたい」、「一介の国民」になることを申し出たが、法的には不可能であった。
「昭和天皇実録」昭和20年12月1日条には前日に帝国陸海軍が廃止された為、「軍籍離脱」の皇族王族へ「勅語書写が伝達され」た時に「不参」の「公族李鍵公にも勅語書写の伝達あり」。
1946年（昭和22年）3月に帰京したが、邸宅が焼亡していたため、隣の李鍝公邸に居住した。しかし李鍝未亡人の朴贊珠が財産を奪われたと勘違いしたため、連合国軍の家宅捜索を受けている。育ての母である李堈公妃からはたびたび帰国するよう伝えられたが、「私にとって日本は、母の言うような辛酸をなめた異境ではなく、成長し、教育を受け、家庭を営み、生業に従事してきた心のふるさとなのである」と述べて否定した。李鍵は朝鮮語を話すこともできず、民衆と同じ苦難を受けていたわけではないとして、朝鮮の人々に受け入れられるとは考えてなかった。父・李堈の散財によりもともと資産が乏しく、しかもほとんどが朝鮮半島にあった。
終戦時の東京邸には5万円の現金しかなく、多くの使用人を養わなければなかった李鍵家はたちまち困窮した。李鍵は「極度の交際ぎらい」であったため、妻の誠子と使用人たちが渋谷駅のバラック建ての一廓に3坪余りのお汁粉屋「桃屋」を開業した。その後は道玄坂で喫茶店、文房具店を営むなどしたが、赤字が膨らむばかりであった。李鍵自身は陸軍幼年学校時代からドイツ語を学び、陸軍大学校でドイツ語の兵学教官を務めた経歴を生かしてドイツ語の翻訳業を行ったが、注文はほとんどなかった。

### 身位喪失・日本籍取得
1947年（昭和22年）5月、新憲法発布前後に公族の身位を喪失し、「桃山虔一」と名乗った。「桃山」の姓は、明治天皇の伏見桃山陵にちなんでおり、昭和天皇の了承を得た上で選定した。妻・誠子も字を改め桃山佳子となり、2男1女も従兄弟である李鍝公家の2王子（李淸公と李淙）と共通する「さんずい」（李沖、李沂、李沃子）のある朝鮮名のまま、日本人式の通名を名乗った。
新憲法発布によって日本政府からの歳費が途絶えたため、宮内省（新憲法下で宮内府、宮内庁に改組）から内密で毎月1万円を贈られていたが、間もなく連合国軍最高司令官総司令部に知れて送金を停止された。さらに1949年には陸軍士官学校卒の「正規陸軍将校」だったので公職追放にも遭っている。1952年（昭和27年）にサンフランシスコ講和条約発効によって日本国籍を喪失し、1955年（昭和30年）、日本国籍を取得して桃山虔一が戸籍名となる。

### 離婚
妻・佳子が社交的であったのに対し、虔一は寡黙・内向的でもともと性格の不一致があった。また、長男には虔一と血のつながりがないという噂があり、虔一自身も回顧録において「（自分は長男を）包容するだけの度量に欠けている」「可哀想な子」と述べている。一方で佳子は、虔一の性格を一番受け継いでいるのは長男であると述べている。
1949年（昭和24年）には佳子が銀座の会員制社交クラブ「銀座倶楽部」の社長に就任した。これは社長夫人であった女性が設立した会社であり、実質的には人寄せのお飾り社長であった。虔一一家はこの社長夫人の家に同居することとなる。虔一は同じ頃、謄写版のガリ版印刷の仕事に携わるようになったが、仕事の納期や顧客からのクレームで次第に自信を失っていった。
この頃、夜の街で働いていた前田美子（よしこ）という女性とたびたび会うようになり、その父親の前田藤吉とも会った。藤吉は初対面の虔一に対し、娘を妾として親子を養ってくれるよう依頼したという。虔一は父の妾たちに苦しめられたことと、生母の悲惨な人生から、妾を設ける気はなかったとしている1951年（昭和26年）5月、虔一は離婚手続きのため宮内庁に出向き、佳子との離婚が成立した。虔一の証言では佳子が「家庭の運営を放棄し、実質的には妻でも母でもなかった」としており、離婚を切り出した際にも「もっと早く離婚すべきだったと思っています」と返されたとしている。一方で佳子は、社長業の傍ら子供たちの弁当の準備もしていたとしており、離婚を切り出されたときにもその言葉を理解できず、「はい」と答えるしかなかったとしている。佳子との間に儲けた2男1女のうち、次男と長女は虔一が引き取り、長男は佳子が引き取った。虔一らは社長夫人の家を出て、美子とともに杉並の一軒家に転居することとなった。しかし長女はその後もたびたび佳子と会っており、夏休み前ごろから佳子のもとで暮らすようになった。

### 再婚
その後、虔一は愛人であった美子と再婚し、1男2女を儲けた。また、書籍取次の栗田書店勤務など、転々と職を変えた。美子との結婚は、戸籍上は初婚扱いとなるという珍事となった。
王公族は朝鮮戸籍でなく「王族譜」「公族譜」に入っており、1951年（昭和26年）に離婚した際に佳子のみ離籍する。1952年のサンフランシスコ講和条約発効に伴い、虔一および3人の子女は李王家及び他の朝鮮人とともに日本国籍を喪失した。

### 晩年
晩年は、家族で埼玉県与野市（現・さいたま市中央区）内の市営住宅に暮らしつつ、戦前からの車好きを受けて日本クラシックカークラブ（CCCJ）に入会、1970年代後半から死去まで第3代会長を務めたほか、自動車関係の執筆も行った。
1990年（平成2年）12月21日に死去。81歳没。通夜には陸軍で同じく騎兵科であった三笠宮崇仁親王が出席した。

## 趣味
戦前から戦中には自動車愛好家として知られ、イギリス製スポーティカー・アルヴィス・スピード20やアメリカの超高級車ピアスアロー (Pierce-Arrow) の大型リムジンやオールズモビルなど多数を所有していた。これが機縁となって、前述のように日本クラシックカークラブの会長に推された。

## 栄典
- 1928年（昭和3年）11月10日 - 大礼記念章[40]
- 1930年（昭和5年）10月25日  - 勲一等旭日桐花大綬章[41]
- 1930年（昭和5年）12月5日 - 帝都復興記念章[42]
- 1940年（昭和15年）11月3日  - 大勲位菊花大綬章[43]
- 1940年（昭和15年）8月15日 - 紀元二千六百年祝典記念章[44]

## 子女と李王家、李鍝公との関係
先妻・誠子（佳子）との間に長男の沖、次男の沂、長女沃子の2男1女を儲けた。沖・沂・沃子は、1947年（昭和22年）にそれぞれ忠久・欣也・明子を通名（「昭和天皇実録」昭和22年5月3日条の「仮称」）とした。離婚により、前述のように長男と長女は佳子が引き取り、次男は虔一が引き取った。次男欣也は、虔一の再婚相手・美子の父・前田藤吉の養子となっている。1955年（昭和30年）に虔一と同時に3人の子女も朝鮮籍から日本国籍を取得した。後妻・美子との間には、一男の孝哉、ほか2女があり、下の三女・久美は上野正雄伯爵の長男正泰の養子秀治の妻となり一女を儲けた。
李勇吉（李鍵）は義王李堈の長男であり、まだ朝鮮人が陸軍幼年学校・陸軍士官学校への入学を認められなかった時期に入学出来たように、義王李堈公家の後継者として認められていたので、1930年（昭和5年）6月12日に李堈公から「公系襲系」されてからは1947年（昭和22年）5月2日まで当主のみが名乗れる「公」を名前に取り入れて、李鍵公と名乗っていた。このため2005年に元李王世子で李家当主の李玖が嗣子なく死去したことにより、桃山家の世帯主である孝哉（当時、開成高校で英語教師および教頭を務めていた）は全州李氏の嫡流・当主を称することもできる立場であった。しかし孝哉は、美子が死去するまで父の出自については聞かされていなかったといい、李王家についても「自分は100％日本人だと思っている。李王家のことや王位継承うんぬんは私には何ひとつ関係のないことです」として韓国などにいる他の李王家末裔らと親戚付き合いはしていないという。他の虔一の子女も李王家末裔の集まりなどには参加していない。
異母弟の李鍝公は、5歳で永宣君李埈公の薨去を受けて養子に入り当主となったため、1930年（昭和5年）に父李堈公から公系襲系を受けるまで「李勇吉君」は3歳年下の弟の「李鍝公殿下」に対して「停止敬礼」をしなければならず、「二人の間には事ごとに雲泥の相違があった」。また李鍝公から「今のように日本人に気を許していると、きっとひどい目に遭う時が来ますよ」と忠告されたことがあり、それを「戦後になってはじめてその至言であることが私にも理解できた」と書いているので、李鍝公には屈折した感情を持っていた形跡がある。それでいて李鍝公は昭和19年（1944年）度の歌会始で一首寄せているのに、王公族の中では一番日本に「同化」したとおぼしき李鍵公は歌会始には一首も寄せていない。

## 著作
- 桃山虔一『わが青春の車たち : 二つの大戦の間の自動車』内山工房、1996年。